# Glypta willsiana
Glypta willsiana là một loài tò vò trong họ Ichneumonidae.